# Thule (wyspa)
Thule (ang. Thule Island) – niewielka wyspa w archipelagu Sandwich Południowy, położona w jego południowej części.
Wyspa jest pochodzenia wulkanicznego. Dzięki wydzielającemu się ciepłu wyspa nie jest pokryta lodem. Najwyższy punkt wyspy sięga 1075 m n.p.m.
Wyspa wchodzi w skład brytyjskiego terytorium zamorskiego Georgia Południowa i Sandwich Południowy. W latach 70. XX wieku Argentyna, która uznaje ten archipelag za część swojego terytorium, zbudowała na wyspie stację naukową Corbeta Uruguay. Stacja została zajęta w 1982 przez brytyjskie siły zbrojne po wojnie falklandzkiej.

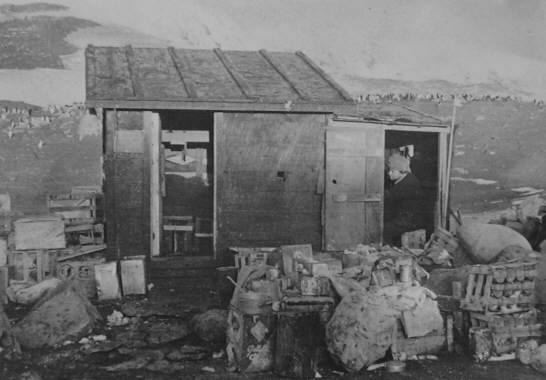
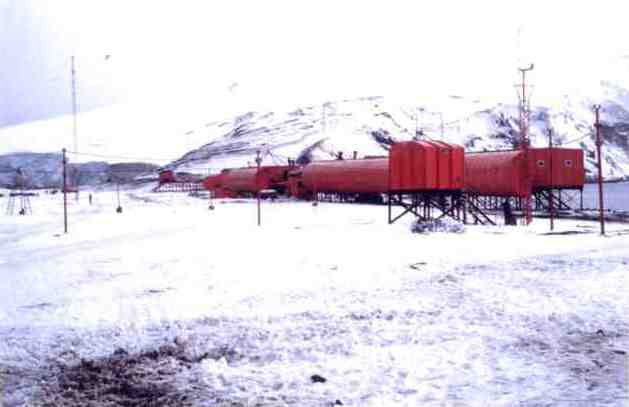